# Gunar Kirchbach
Gunar Kirchbach (Bad Saarow, 12 ottobre 1971) è un ex canoista tedesco.

## Palmarès

### Olimpiadi
- 1 medaglia:
  - 1 oro (Atlanta 1996 nel C2 1000 metri)

### Mondiali
- 5 medaglie:
  - 2 ori (Città del Messico 1994 nel C2 1000 metri; Darthmouth 1997 nel C2 1000 metri)
  - 3 bronzi (Copenaghen 1993 nel C2 500 metri; Duisburg 1995 nel C2 500 metri; Duisburg 1995 nel C2 1000 metri)